# Flughafen Alghero

i7
i11
i13
Der Flughafen Alghero (italienisch Aeroporto di Alghero-Fertilia “Riviera del Corallo”; IATA-Code: AHO, ICAO-Code: LIEA) ist ein italienischer Verkehrsflughafen bei Alghero im Nordwesten Sardiniens.

## Lage und Verkehrsanbindung
Der Flughafen befindet sich bei der Ortschaft Fertilia, in der Ebene zwischen der Korallenriviera im Süden und der Region La Nurra im Norden. Alghero liegt rund acht Kilometer südlich, die Provinzhauptstadt Sassari etwa 25 Kilometer nordöstlich des Flughafens.
Es gibt Buslinien zu verschiedenen Städten der Insel, teilweise über Umsteigeverbindungen in Sassari. Der Flughafen soll an die Bahnstrecke Sassari–Alghero angeschlossen werden.

## Geschichte
1937 wurde in der westnordwestlich von Alghero gelegenen Bucht von Porto Conte (⊙) eine Anlegestelle für Flugboote und Abfertigungseinrichtungen der Ala Littoria errichtet. Letztere verband Alghero mit Ostia bei Rom und Cagliari, zeitweise auch mit Genua und Barcelona. Die Flüge mussten wenige Jahre später kriegsbedingt eingestellt werden.
Der rund fünf Kilometer nordöstlich der Bucht von Porto Conte gelegene Flughafen Alghero-Fertilia entstand 1938 als Militärflugplatz in elliptischer Form. Im Westen errichtete man einige Gebäude und Hangars, 1943 wurde mit dem Bau einer betonierten Start- und Landebahn begonnen. Der Linienverkehr zwischen Rom und Alghero-Fertilia begann im Jahr 1946. Später flog auf dieser Strecke vor allem die Alitalia-Tochter ATI. Der Charterverkehr begann Mitte der 1950er Jahre, zunächst insbesondere aus Großbritannien. Anfang der 1960er Jahre hatte der Flugplatz eine 2200 Meter lange Start- und Landebahn, ein Hangar diente als Abfertigungshalle. 1968 wurde ein neues Terminal gebaut, Mitte der 1970er Jahre die Piste auf 3000 Meter verlängert. 1974 übernahm die zivile Luftfahrtverwaltung den Flughafen. Die Einweihung des heutigen Terminals erfolgte 2003, die Sanierung der Piste 2004. Ein weiterer Ausbau ist geplant. 2006 kam es zwischen den Städten Alghero und Sassari zu Auseinandersetzungen, weil man in Sassari auf den Namen „Flughafen Sassari-Alghero“ bestand, während man ihn in Alghero nach der dortigen „Korallenriviera“ bezeichnet. Die 1994 gegründete Flughafengesellschaft SOGEAAL (Società di Gestione Aeroporto di Alghero) erhielt 2007 eine vierzigjährige Konzession für den Betrieb des Flughafens.
Den im Westen gelegenen militärischen Teil des Flughafens nutzten während des Kalten Krieges insbesondere die Militärgeheimdienste Italiens. Sie hatten etwa 30 Kilometer südlich des Flughafens, bei Capo Marrargiu, einen geheimen Stützpunkt. Darüber hinaus gab es hier eine militärische Flugschule.
Im Jahr 1980 verlegte die Fluggesellschaft Alitalia ihre 1963 in Brindisi gegründete Flugschule nach Alghero. Bis 2003 wurden hier angehende Verkehrspiloten auf Schulflugzeugen der Typen Aermacchi SF-260, Piaggio P.166 und Piper Cheyenne ausgebildet. Zuvor hatte man in Brindisi unter anderem vier Aermacchi MB-326 eingesetzt. Die Schule wurde 2005 definitiv aufgelöst.

## Fluggesellschaften und Ziele
Es gibt Linienflüge auf das italienische Festland und Verbindungen mit zahlreichen europäischen Städten. Die irische Fluggesellschaft Ryanair betrieb in Alghero zeitweise eine Basis, bietet aber immer noch die meisten Flüge an. Weitere bedeutende Gesellschaften in Alghero sind ITA Airways, Volotea und Wizz Air. Vor allem in den Sommermonaten belebt sich der Charterverkehr aus Mittel- und Nordeuropa.

## Verkehrszahlen
| Jahr | Fluggastaufkommen | Luftfracht (Tonnen) (mit Luftpost) | Flugbewegungen |
| ---- | ----------------- | ---------------------------------- | -------------- |
| 2024 | 1.611.625         | 1,3                                | 12.229         |
| 2023 | 1.494.256         | 2,6                                | 11.561         |
| 2022 | 1.533.427         | 3,8                                | 12.592         |
| 2021 | 908.551           | 9,5                                | 8.684          |
| 2020 | 536.716           | 7                                  | 5.952          |
| 2019 | 1.390.379         | 3                                  | 10.943         |
| 2018 | 1.365.129         | 2                                  | 10.798         |
| 2017 | 1.321.676         | 8                                  | 9.982          |
| 2016 | 1.346.403         | 10                                 | 10.514         |
| 2015 | 1.677.967         | 11                                 | 12.551         |
| 2014 | 1.639.374         | 39                                 | 13.804         |
| 2013 | 1.563.908         | 34                                 | 13.782         |
| 2012 | 1.518.870         | 1.637                              | 14.296         |
| 2011 | 1.514.254         | 1.580                              | 14.424         |
| 2010 | 1.388.217         | 1.447                              | 14.218         |
| 2009 | 1.507.016         | 1.702                              | 15.412         |
| 2008 | 1.380.762         | 1.308                              | 14.554         |
| 2007 | 1.300.115         | 774                                | 13.804         |
| 2006 | 1.070.491         | 609                                | 11.028         |
| 2005 | 1.079.843         | 693                                | 11.738         |
| 2004 | 998.811           | 1.200                              | 11.390         |
| 2003 | 888.369           | 1.204                              | 11.196         |
| 2002 | 804.937           | 1.440                              | 11.366         |
| 2001 | 681.832           | 2.111                              | 9.444          |
| 2000 | 664.330           | 1.963                              | 10.550         |

## Bilder

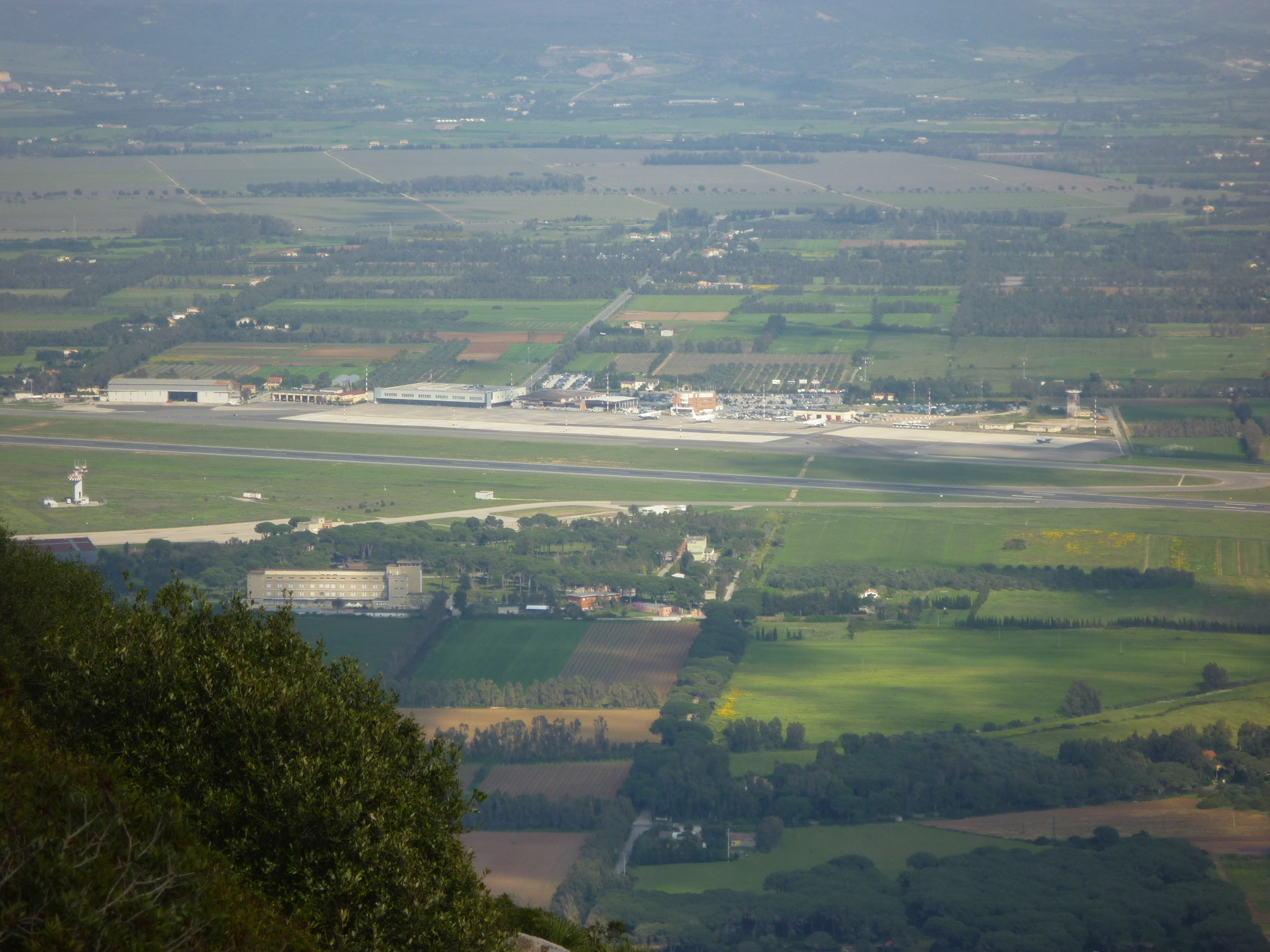
Blick von Westen auf das Terminal, im Vordergrund der militärische Teil
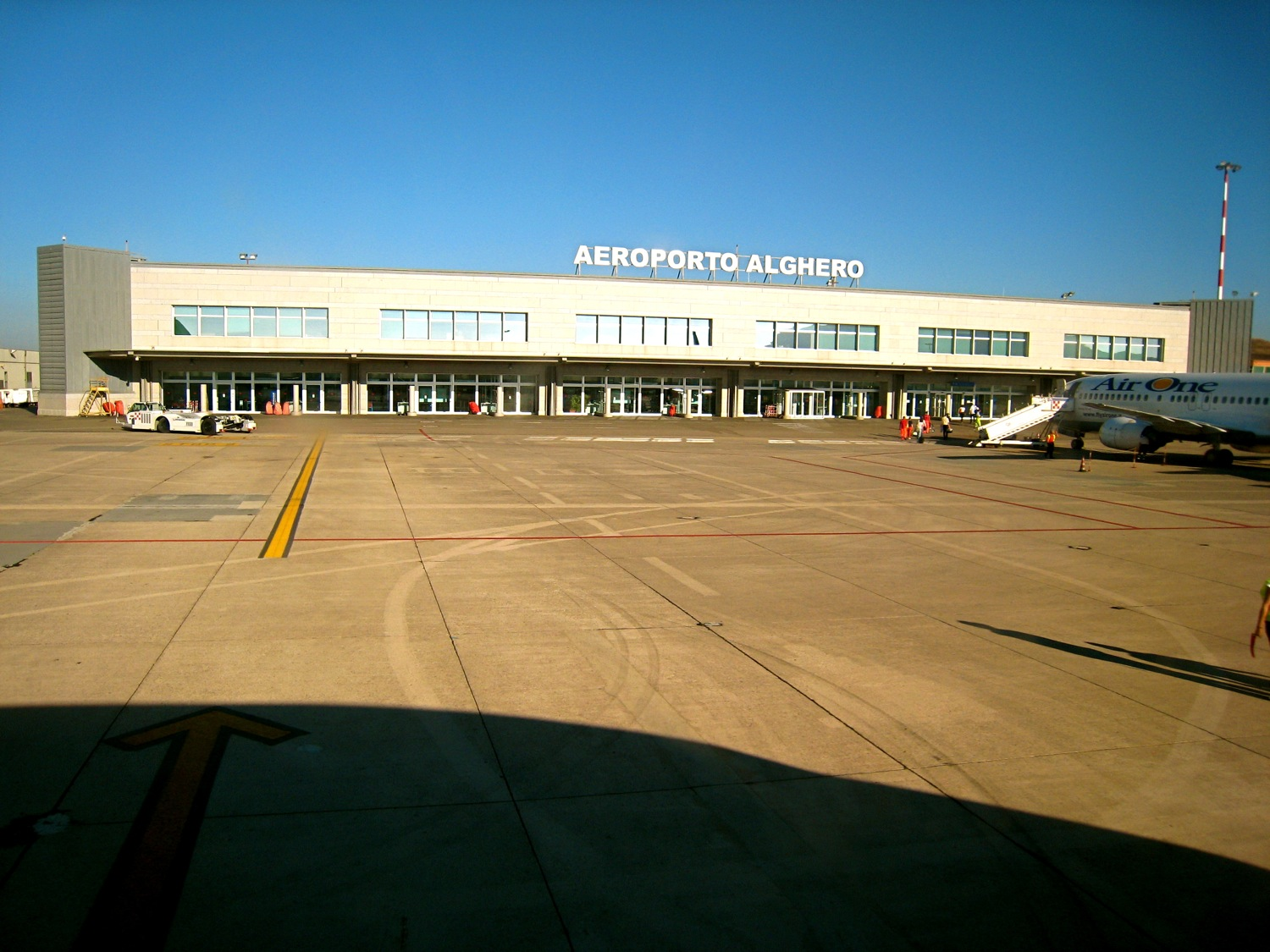
Terminal airside

## Sonstiges
Der militärische Teil im Westen des Flughafengeländes dient weiterhin als vorgeschobener Stützpunkt der italienischen Luftwaffe und auch der Anbindung des Stützpunkts bei Capo Marragiu (Torre Poglina), der von Nachrichtendiensten und Spezialeinheiten noch immer genutzt wird.
Vergleichbare Verkehrsflughäfen gibt es auf Sardinien noch in Cagliari und Olbia. Die Flugplätze bei Oristano (Fenosu) und Tortolì (Tortolì-Arbatax) wurden von Regionalfluggesellschaften angeflogen, oft nur saisonal.